# Вуковє
Вуковє (словен. Vukovje) — поселення в общині Песниця, Подравський регіон‎, Словенія.